# برنتساید (مینه‌سوتا)
برنتساید (به انگلیسی: Burntside) یک منطقهٔ مسکونی در ایالات متحده آمریکا است که در Morse Township واقع شده‌است. برنتساید ۴۲۳٫۹۸ متر بالاتر از سطح دریا واقع شده‌است.